# Російський науковий інститут (Берлін)
Російський науковий інститут (РНІ) — навчальний, а з 1926 року науковий заклад, створений російськими емігрантами 17 лютого 1923 року в Берліні. Проіснував під різними вивісками до 1943 року.

## У Веймарській республіці
У 1922 році радянський уряд вислав за кордон близько 200 російських вчених та філософів, запідозрених у нелояльності. Серед них були відомі філософи та суспільствознавці Н. А. Бердяєв, Б. П. Вишеславцев, В. В. Зіньківський, І. А. Ільїн, Л. П. Карсавін, І. І. Лапшин, Н. О. Лоський, Ф А. Степун, С. Л. Франк та інші. У 1923 році вони заснували в Берліні Російський науковий інститут з трьома відділеннями — економіки, права та духовної культури.
Існують певні суперечності у визначенні статусу РНІ: іноді історики вищої освіти вважають його вишем, хоча він і не давав випускникам всіх прав звичайних випускників німецьких вищих навчальних закладів. Самі співробітники інституту цілком розуміли його науково-просвітницький характер.
Від'їзд основної частини еміграції з Берліна та фінансові труднощі спричинили те, що з 1926 року інститут зосередився на науковій та просвітницькій діяльності.
Першим директором РНІ був інженер В. А. Ясинський (1923—1931), потім його очолювали С. Л. Франк (1931—1933) та І. А. Ільїн (1933—1934).

## У нацистській Німеччині
Після приходу до влади націонал-соціалістів Російський науковий інститут 31 липня 1933 був переведений з підпорядкування Прусського міністерства науки, мистецтва і народної освіти у підпорядкування Імперському міністерству народної освіти і пропаганди і продовжував існувати під іншими назвами і з іншою спрямованістю до 1943 року. З 1933 по 1935 рік він називався «Товариство піклування про Російський науковий інститут», з 1935 року — «Інститут для наукового дослідження Радянського Союзу». Останнє перейменування було здійснене, «щоб виключити будь-яку прикру можливість плутанини з емігрантською організацією».
Одночасно зі зміною назви відбулися кардинальні зміни у кадровому складі та у напрямі роботи інституту. У цьому колишньому навчальному закладі російських емігрантів було також проведено «чистку» за національною та ідеологічною ознаками. Від співробітників інституту вимагали доказів арійського походження; «неарійським» службовцям у найкращому разі забороняли користуватися бібліотекою, у найгіршому разі — звільняли. Колишні керівники інституту професор Всеволод Ясинський та професор Семен Франк невдовзі після приходу до влади націонал-соціалістів були змушені піти з інституту. Ясинський помер за кілька місяців після свого звільнення. У 1938 році Франк утік спочатку на південь Франції, а потім до Лондона. Професор Олександр Боголепов спочатку намагався співпрацювати з націонал-соціалістами, але незабаром також втратив роботу.
У середині липня 1933 року президентом інституту був призначений професор Іван Ільїн, потім понижений до віце-президента. Але наступного року (9 липня 1934) Ільїна було виключено з інституту. Через 4 роки він емігрував до Швейцарії.
Офіційним завданням колишнього Російського наукового інституту, поставленим міністерством народної освіти та пропаганди та «Антикомінтерном», стало дослідження поточної ситуації в Радянському Союзі та планів більшовиків. З цією метою інститут мав співпрацювати з Антимарксистським семінаром при Німецькому інституті політики. Таким чином, з 1933 року він був поставлений на службу націонал-соціалістичній політиці та пропаганді. Наприкінці 1942 — на початку 1943 року було прийнято рішення про ліквідацію інституту. Його майно був передано Антикомінтерну.
До 1937 інститут очолював Адольф Ерт, а потім публіцист Теодор Адамгайт.